# 긴다리비틀개미

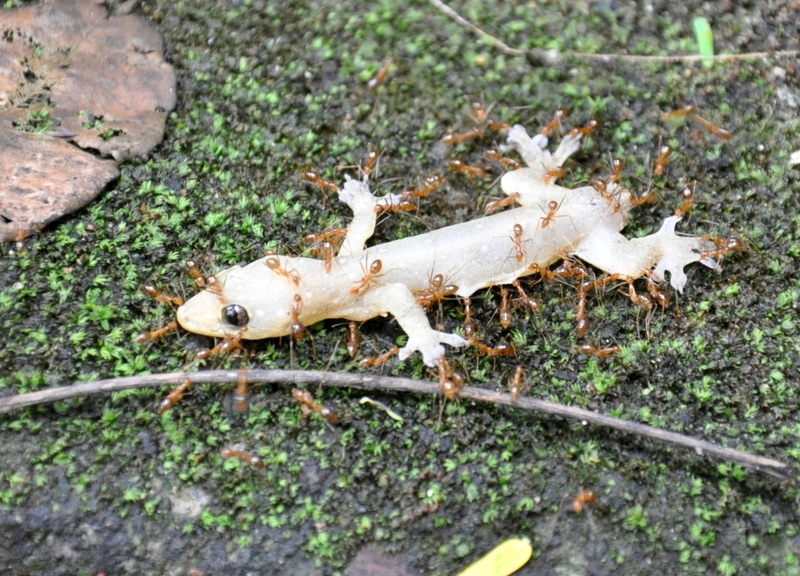
긴다리비틀개미에 의해 끌려가는 죽은 도마뱀, 인도

긴다리비틀개미 또는 노랑미친개미(영어: yellow crazy ant)는 개미의 한 종으로, 인간의 실수로 북부 오스트레일리아와 크리스마스섬에 진출하였고, 현재는 이 두 곳에서 해충으로 간주되고 있다. 브리즈번 교외 북부지역에서도 발견된다. 이름이 '미친'개미인 이유는 이들이 생태계를 무차별로 파괴하는 주범으로서, 100대 위험한 침입종에 속하기 때문이다.
긴다리비틀개미는 붉은불개미, 전기개미, 아르헨티나개미 등과 함께 주요한 침입종으로 분류된다. 노랑미친개미는 세계 최악의 100대 침입외래종에 속한 적이 있을 정도로 생태계에 대한 파괴력이 크다. 긴다리비틀개미들은 침입지에서 초군락을 형성하여 더욱 파괴적이다.

## 특징

### 신체적 특징
일개미들은 크기가 모두 같으며 약 76~84일을 산다. 몸길이가 약 4mm이며, 색은 노랑과 갈색이 섞인 색이며 배는 더 짙다. 또한 더듬이와 다리가 매우 길다. 타원형 머리에 큰턱에 이가 8개, 더듬이의 마디는 11개이다. 가슴이 가늘며 배자루마디가 굵다. 침은 없으나 개미산을 쏘아 방어하여 척추동물 같은 경우에는 즉사하지 않으나 실명하여 결국 굶어죽게 된다.

### 초군락
긴다리비틀개미들은 크리스마스섬에서 마치 하나의 군락에 속한것처럼 행동하고 높은 밀도의 초군락을 형성한다. 물론 많은 개미 종들이 초군락을 형성하기는 하나, 침입종의 경우에는 조금 다르다. 다시말해, 초군락의 형성은 각 군락의 협조와 동종간의 공격성의 부족에서 유발된다. 이런 특성은 보통 개미 군락보다 훨씬 높은 밀도를 유지 할 수 있게 한다. 제곱 미터당 2254개체라는 밀도와 제곱미터당 10.5개의 군락이라는 매우 높은 밀도가 기록된 적도 있는데, 이는 여태까지의 기록 중 가장 높다.